# Ana Paula Rada
Ana Paula Pantea Rada (25 de setembro de 2001) é uma Cantora lírica que se tornou conhecida ao participar no The Voice Portugal (5.ª edição) ficando em segundo lugar.

## Biografia
Ana Paula nasceu a 25 de setembro de 2001 e cresceu em Portimão, Portugal. Filha de pais romenos, no 5º ano escolar entrou para o ensino articulado no Conservatório de Portimão Joly Braga. No 7º ano entrou na disciplina de classe conjunta Coro (música) onde descobriu o Canto lírico. No seu 12º ano mudou-se para Évora para estudar no CREV-Conservatório Regional de Évora para completar o 8º grau de música.

## Prêmios
- Ficou em 2º lugar no The Voice Portugal (5.ª edição)